# Wilhelm Wetzel
Wilhelm Wetzel (Sarbsk, 17 luglio 1888 – Amburgo, 4 luglio 1964) è stato un generale tedesco della Wehrmacht durante la seconda guerra mondiale.

## Biografia
Entrò nell'esercito tedesco il 19 febbraio 1907 e venne promosso al grado di tenente il 18 agosto 1908. Nel 1914 venne assegnato con la 2ª divisione di fanteria al fronte orientale. Il 18 aprile 1916 raggiunse il grado di capitano.
Nel 1918 venne promosso al rango di tenente colonnello e nominato capo del bureau delle operazioni dell'Oberkommando. L'11 novembre 1917 prese parte alla riunione tenutasi a Mons con il generale Erich Ludendorff, il generale Hermann von Kuhl e il generale Friedrich-Werner Graf von der Schulenburg per la preparazione della controffensiva tedesca.
Dopo la fine della prima guerra mondiale entrò nel Reichswehr. Nel 1920 divenne comandante del 5º reggimento di fanteria di stanza a Rastenburg. Nel 1931 divenne insegnante alla scuola per pionieri di Monaco di Baviera. Nel 1932 ottenne il comando del 18º reggimento di fanteria di stanza a Münster. Nel 1936 venne nominato comandante dell'accademia militare di Potsdam.
Fu promosso a generale nel 1939 e durante il secondo conflitto mondiale ottenne il comando della 255ª divisione di fanteria in Moravia. Dal maggio del 1940 venne inviato in Francia, nella Loira, dapprima a Nantes e poi a Bordeaux. Nel giugno del 1941 la sua divisione prese parte all'Operazione Barbarossa sul fronte centrale. Prese parte all'accerchiamento di Minsk, alla battaglia di Smolensk (1941) e alla battaglia di Mosca.
Nel gennaio del 1942 ottenne il comando del V corpo d'armata tedesco. Prese parte alla presa di Rostov e del Caucaso. Nel 1943 diresse un corpo d'armata in Francia. Nel marzo del 1944 prestò servizio nel distretto di Amburgo.